# Richard Heuberger
Richard Franz Joseph Heuberger (Graz, 18 juni 1850 – Wenen, 28 oktober 1914) was een Oostenrijks componist van opera's, operettes en balletten, muziekcriticus, en muziekpedagoog.

## Werken
Opera
- Abenteuer einer Neujahrsnacht (1886)
- Manuel Venegas (1889), herzien als Mirjam, oder Das Maifest (1894)
- Barfüssele (1905)

Operette
- Der Opernball (1898)
- Ihre Excellenz (1899), herzien als  Eine entzückende Frau
- Der Sechsuhrzug (1900)
- Das Baby (1902)
- Der Fürst von Düsterstein (1909)
- Don Quixote (1910)

Ballet
- Die Lautenschlägerin (1896)
- Struwwelpeter (1897)

- Bibsys: 2080994
- Biblioteca Nacional de España: XX1309428
- Bibliothèque nationale de France: cb14843646m (data)
- Catàleg d'autoritats de noms i títols de Catalunya: 981058510170106706
- CiNii: DA09463121
- Gemeinsame Normdatei: 118550470
- International Standard Name Identifier: 0000 0001 1067 7961
- Library of Congress Control Number: n84152907
- Nationale Bibliotheek van Letland: 000163769
- MusicBrainz: 8a54977a-2d07-44ab-9a3c-112fa9545e28
- Bibliotheek van het Japanse parlement: 00961705
- Nationale Bibliotheek van Tsjechië: jn19990003472
- Nationale bibliotheek van Australië: 35719646
- Nationale Bibliotheek van Israël: 987007278670005171
- Nederlandse Thesaurus van Auteursnamen: 086216457
- Réseau des bibliothèques de Suisse occidentale: 02-A012310801
- Istituto Centrale per il Catalogo Unico: LO1V152304
- LIBRIS: 308981
- SNAC: w6km046n
- Système universitaire de documentation: 080076963
- Trove: 1057000
- Virtual International Authority File: 64274345
- WorldCat: E39PBJwCTk7r3RJCyr6CCTC84q